# KSG BC/Post Augsburg
Die KSG BC/Post Augsburg war eine in den letzten zwei Jahren des Zweiten Weltkrieges bestehende Fußball-Kriegsspielgemeinschaft aus Augsburg, die an der Staffel Bayern der Gauliga, der höchsten Spielklasse im Deutschen Reich, teilnahm.

## Geschichte
Als in der Endphase des Zweiten Weltkrieges immer mehr junge Männer als Soldaten zum Wehrdienst eingezogen wurden, kam es beim bayerischen Gauligisten BC Augsburg wie bei vielen Sportvereinen im Deutschen Reich zu personellen Engpässen. Um den Spielbetrieb dennoch aufrechterhalten zu können, fusionierte der BCA im Jahr 1943 (während der Saison 1943/44) mit der Post-SG Augsburg zu einer Kriegsspielgemeinschaft, die sich KSG BC/Post Augsburg nannte. Dabei wurde nur eine gemeinsame Mannschaft aufgestellt, zu einer Fusion der Vereine kam es nicht. Nach dem Ende des Zweiten Weltkrieges 1945 wurde die Spielgemeinschaft wieder aufgelöst.

## Spielbetrieb
| Liga und Saison           | Platz | Tore  | Punkte |
| ------------------------- | ----- | ----- | ------ |
| Gauliga Südbayern 1943/44 | 2     | 56:17 | 27–9   |
| Gauliga Bayern 1944/45    | 2     | 27:16 | 11–5   |

Die KSG BC/Post Augsburg nahm bis zu ihrer Auflösung noch an zwei Spielzeiten der Gauliga Bayern teil: In der Saison 1943/44, während der die Kriegsspielgemeinschaft eingerichtet und der Platz des BC Augsburg übernommen wurde, gelang der Vizemeistertitel in der Staffel Süd. Meister wurde der FC Bayern München, der bereits nach 15 von 18 Spieltagen uneinholbar an der Tabellenspitze lag.
In der Saison 1944/45 wurden die Staffeln kriegsbedingt neu organisiert und die KSG BC/Post nahm an der neugegründeten Staffel Schwaben teil. Trotz des erheblich kleineren und weniger prominenten Teilnehmerfeldes reichte es für die KSG BC/Post wiederum nur zum zweiten Platz, dieses Mal hinter dem TSV Schwaben Augsburg. Dabei bleibt aber zu beachten, dass der Spielbetrieb kriegsbedingt abgebrochen wurde und die KSG BC/Post zu diesem Zeitpunkt zwei Spiele weniger als der TSV Schwaben absolviert hatte. Dabei hatte der TSV Schwaben von zehn Spielen vier verloren, die KSG BC/Post dagegen von acht Spielen nur eines.

## Trivia
Die Bezeichnung KSG Augsburg ist heute wieder in Verwendung: Der Kegelverein Kegelsportgemeinschaft Augsburg wird dementsprechend abgekürzt.